# Arie Elpert
Adrianus Bernardus Antonius (Arie) Elpert (Amsterdam, 7 februari 1923 – 1995) was een Nederlands crimineel en pooier, die bekendstond als Haring Arie.
Elpert werd geboren als oudste zoon van de salonbediende Arie Elpert sr. en Marie Elpert. Toen hij vier was gingen zijn ouders uit elkaar en kwam Elpert in een weeshuis terecht. Hierna werd hij opgevoed door zijn stiefmoeder. In de jaren dertig was hij inbreker. Tijdens de Tweede Wereldoorlog werd hij gearresteerd en zat hij enige tijd in Kamp Amersfoort. Na de oorlog zou hij zich in Frankrijk bezig hebben gehouden met treinroven. In de jaren vijftig ventte hij 's avonds op het Rembrandtplein zonder vergunning haring, waar hij zijn bijnaam aan overhield. Hij ontmoette er zijn latere vrouw Mien Sligte, die prostituee werd (Blonde Mien), met Elpert als pooier.
Eind jaren zestig werd Elpert landelijk bekend door zijn optreden als verteller in de documentaire Rondom het Oudekerksplein (1968) van Roeland Kerbosch. In dezelfde periode verschenen ook twee autobiografische verhalenbundels van zijn hand.

## Trivia
Op 11 februari 1970 werd hij bekend als mede-oprichter van een nieuwe politieke partij in Amsterdam, de Amsterdamse Belangen Combinatie (ABC). Het ging om een uit de hand gelopen grap van ir W. Stam (gemeenteraadslid Boerenpartij).